# Grand Prix Formule 1 van Monaco 1961
De Grand Prix Formule 1 van Monaco 1961 werd gehouden op 14 mei in Monte Carlo op het circuit van Monaco. Het was de eerste race van het seizoen.

## Uitslag
| Pos. | Nr. | Coureur             | Constructeur      | Rondes | Tijd / Oorzaak uitval | Grid | Punten |
| ---- | --- | ------------------- | ----------------- | ------ | --------------------- | ---- | ------ |
| 1    | 20  | Stirling Moss       | Lotus-Climax      | 100    | 2:45:50.1             | 1    | 9S     |
| 2    | 36  | Richie Ginther      | Ferrari           | 100    | +3,6 s                | 2    | 6S     |
| 3    | 38  | Phil Hill           | Ferrari           | 100    | +41,3 s               | 5    | 4      |
| 4    | 40  | Wolfgang von Trips  | Ferrari           | 98     | Ongeluk               | 6    | 3      |
| 5    | 4   | Dan Gurney          | Porsche           | 98     | +2 Rondes             | 11   | 2      |
| 6    | 26  | Bruce McLaren       | Cooper-Climax     | 95     | +5 Rondes             | 7    | 1      |
| 7    | 42  | Maurice Trintignant | Cooper-Maserati   | 95     | +5 Rondes             | 16   |        |
| 8    | 32  | Cliff Allison       | Lotus-Climax      | 93     | +7 Rondes             | 15   |        |
| 9    | 6   | Hans Herrmann       | Porsche           | 91     | +9 Rondes             | 13   |        |
| 10   | 28  | Jim Clark           | Lotus-Climax      | 89     | +11 Rondes            | 3    |        |
| 11   | 22  | John Surtees        | Cooper-Climax     | 68     | Motor                 | 12   |        |
| 12   | 2   | Jo Bonnier          | Porsche           | 59     | Injectie              | 9    |        |
| 13   | 16  | Tony Brooks         | BRM-Climax        | 54     | Motor                 | 8    |        |
| NF   | 8   | Michael May         | Lotus-Climax      | 42     | Oliepijp              | 14   |        |
| NF   | 24  | Jack Brabham        | Cooper-Climax     | 38     | Ontsteking            | 21   |        |
| NF   | 18  | Graham Hill         | BRM-Climax        | 11     | Benzinepomp           | 4    |        |
| DNS  | 30  | Innes Ireland       | Lotus-Climax      |        | Blessure              |      |        |
| NQ   | 34  | Henry Taylor        | Lotus-Climax      |        |                       |      |        |
| NQ   | 14  | Masten Gregory      | Cooper-Climax     |        |                       |      |        |
| NQ   | 10  | Lucien Bianchi      | Emeryson-Maserati |        |                       |      |        |
| NQ   | 12  | Olivier Gendebien   | Emeryson-Maserati |        |                       |      |        |

## Statistieken
| Pole-position | Stirling Moss                | Lotus-Climax         | 1:39.1 |
| Snelste ronde | Richie Ginther Stirling Moss | Ferrari Lotus-Climax | 1:36.3 |

## Noot
- Dit was het debuut voor de Zwitserse coureur Michael May.
- Eerste snelste ronde voor Richie Ginther.
- Dit was de 49ste en 50ste podiumplaats voor een Amerikaanse coureur.
- Dit was de derde winst van de Grote Prijs van Monaco voor Stirling Moss, en daarmee vestigde hij een nieuw record. Hij verbrak het record van twee overwinningen in Monaco van Juan Manuel Fangio, gevestigd in 1957.

1929 · 1930 · 1931 · 1932 · 1933 · 1934 · 1935 · 1936 · 1937 · 1948 · 1950 · 1955 · 1956 · 1957 · 1958 · 1959 · 1960 · 1961 · 1962 · 1963 · 1964 · 1965 · 1966 · 1967 · 1968 · 1969 · 1970 · 1971 · 1972 · 1973 · 1974 · 1975 · 1976 · 1977 · 1978 · 1979 · 1980 · 1981 · 1982 · 1983 · 1984 · 1985 · 1986 · 1987 · 1988 · 1989 · 1990 · 1991 · 1992 · 1993 · 1994 · 1995 · 1996 · 1997 · 1998 · 1999 · 2000 · 2001 · 2002 · 2003 · 2004 · 2005 · 2006 · 2007 · 2008 · 2009 · 2010 · 2011 · 2012 · 2013 · 2014 · 2015 · 2016 · 2017 · 2018 · 2019 · 2020 · 2021 · 2022 · 2023 · 2024 · 2025